# 카피르라임
카피르라임(학명: Citrus hystrix 키트루스 히스트릭스[*])은 귤속의 식물로, 라임의 일종이다.

## 분포
원산지는 중국 남부(광시, 윈난), 동남아시아(미얀마, 인도네시아, 말레이시아, 태국, 필리핀), 남아시아(스리랑카) 및 태평양(뉴기니)이다.